# Rebel·lió irlandesa de 1798
La Rebel·lió irlandesa de 1798, també coneguda com la Rebel·lió dels Irlandesos Units (en gaèlic irlandès Éirí Amach na nÉireannach Aontaithe) va ser un aixecament nacionalista irlandès que va tenir lloc en 1798 contra el domini britànic a Irlanda. Els Irlandesos Units, un grup revolucionari irlandès d'orientació republicana i influenciat per les idees de les revolucions americana i francesa van ser els principals artífexs de la revolta.

## Antecedents
Des del final de la Guerra Jacobita en 1691, Irlanda havia estat governada per l'Ascendència, membres de l'Església d'Irlanda lleials a la Corona Britànica. Aquesta classe social minoritària governava de manera sectària a una gran majoria d'irlandesos catòlics mitjançant les conegudes com a lleis penals d'Irlanda. A la fi del segle xviii elements liberals sorgits d'entre aquesta classe dominant, inspirats per l'exemple de la Revolució Americana, van decidir fer causa comuna amb la població catòlica amb el propòsit d'aconseguir una major autonomia pel que fa a Gran Bretanya. Igual que a Anglaterra, la major part de la població, ja fos protestant o catòlica, no podia accedir al vot, a causa que calia complir uns requisits de propietat a l'abast de només uns pocs.
Quan França va fer costat als rebels durant la Guerra d'Independència dels Estats Units, el govern de Londres va iniciar la formació de milícies que protegissin Irlanda d'una eventual invasió francesa. Milers d'irlandesos es van allistar al cos de Voluntaris Irlandesos. En 1782, la recentment creada força va usar la seva poderosa situació per obligar la Corona a concedir a l'Ascendència terratinent cert grau d'autogovern i un parlament més independent ("Parlament de Grattan"). El Partit Patriota Irlandès, liderat per Henry Grattan, va pressionar activament l'administració anglesa a la recerca de major autonomia i en 1793, el Parlament va aprovar una sèrie de lleis que autoritzaven als catòlics propietaris a votar, però sense que poguessin ser escollits o nomenats per a càrrecs públics.

## Societat dels Irlandesos Units

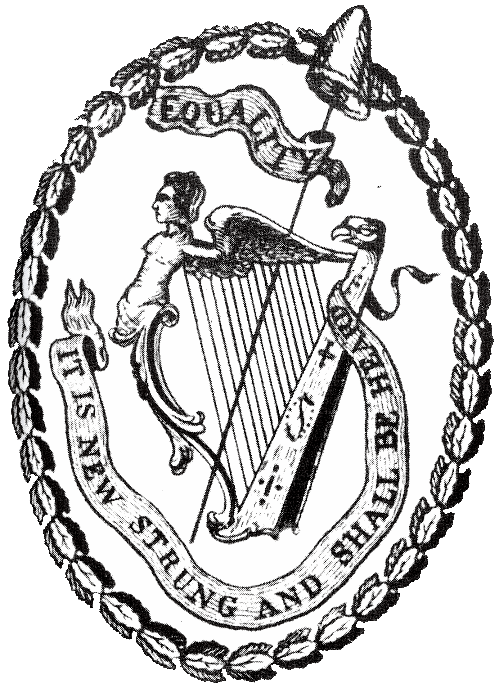
"Igualtat —
És força nova i serà oïda"
Insígnia dels Irlandesos Units
Cláirseach (Arpa) amb el barret frigi en lloc de corona

La perspectiva de reformes va inspirar a un petit grup de liberals protestants a Belfast a fundar la Societat dels Irlandesos Units en 1791. L'organització obviava la divisió religiosa amb un membratge compost per Protestants de l'ascendència protestant, catòlics irlandesos Romans, Presbiterians, metodistes i altres grups protestants dissidents. Els principals objectius de la Societat eren la reforma democràtica i l'Emancipació Catòlica, mesures que ni el Parlament d'Irlanda ni el govern britànic estaven disposades a aprovar. L'esclat de la guerra amb França al començament de 1793 va portar als Irlandesos Units a la clandestinitat

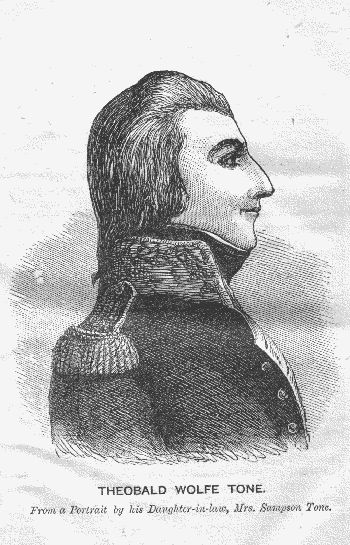
Wolfe Tone, líder dels Irlandesos Units.

La intenció declarada dels Irlandesos Units era "trencar la connexió amb Anglaterra"; l'organització es va estendre arreu d'Irlanda i va arribar a tenir 100.000 membres en 1797. Estava relacionada amb els grups catòlics de resistència agrària, coneguts com a Defenders, que havien iniciat assalts a cases particulars a la recerca d'armes al començament de 1793.
Malgrat la seva creixent puixança, els líders del moviment van decidir sol·licitar ajuda militar al Govern Revolucionari Francès i esperar el desembarcament de tropes franceses a Irlanda. Theobald Wolfe Tone, el principal dirigent dels Irlandesos Units, va viatjar als Estats Units i a França a la recerca de suport per a la causa.

## Invasió avortada (1796)

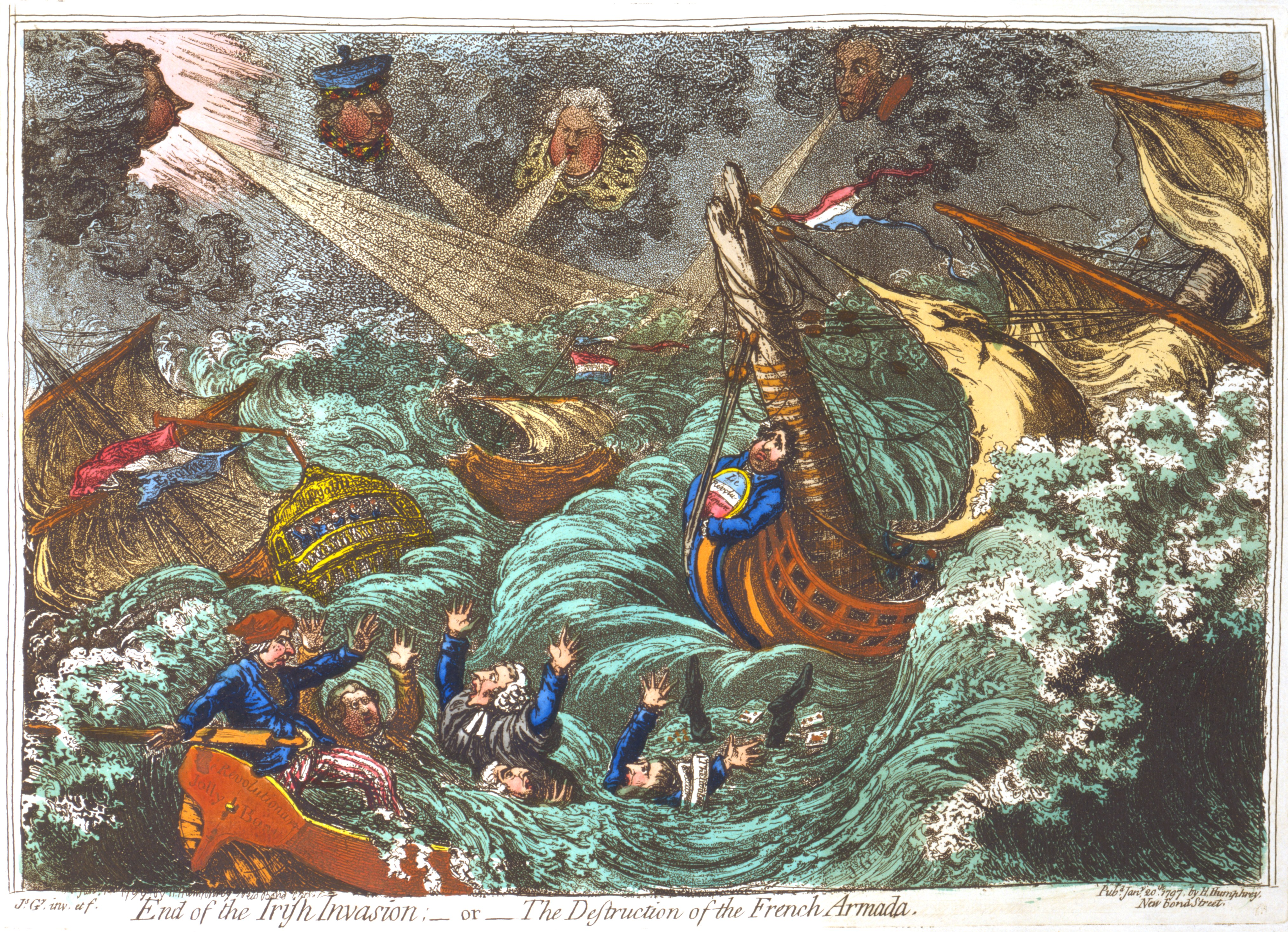
En la seva obra Fi de la invasió irlandesa- o la Destrucció de l'Armada Francesa (1797), James Gillray caricaturitzà el fracàs de l'expedició de Hoche.

Els esforços de Tone van donar el seu fruit en forma de l'Expédition d'Irlande, una expedició formada per 15.000 veterans de les tropes franceses comandada pel General Lazare Hoche que va aconseguir arribar a la badia de Bantry al desembre de 1796 després de burlar la vigilància de la Royal Navy. No obstant això, les interminables tempestes i la indecisió dels líders, unides a l'escassa experiència marítima de la tripulació van acabar per fer desistir de desembarcar als expedicionaris. Wolfe Tone escriuria que: "Anglaterra ha tingut la seva escapada més afortunada des de l'Armada." La flota francesa es va veure obligada a tornar a casa i l'exèrcit veterà preparat per a la invasió d'Irlanda va ser dissolt i enviat a altres fronts de les Guerres Revolucionàries.

## Contrarevolució i insurrecció
Les autoritats establertes van respondre als desordres implantant la Llei marcial el 2 de març de 1797, recorrent a tàctiques que serien descrites avui dia com a terrorisme d'Estat. Aquestes incloïen la cremada de cases, tortura de presoners i assassinats, particularment a l'Ulster, on catòlics i protestants (presbiterians en la seva major part) havien unit les seves forces contra el govern britànic. Al maig de 1797, l'exèrcit va suprimir violentament Northern Star, òrgan de premsa dels insurrectes.
Els britànics van decidir llavors emprar el sectarisme com a eina de dissensió contra els Irlandesos Units Protestants de l'Ulster, i l'estratègia del «divideix i venceràs» va ser adoptada oficialment pel Govern. El brigadier general C.I. Knox escrivia al general Lake, responsable màxim de l'Ulster en els següents termes: «Espero incrementar l'animositat entre els homes d'Orange i els Irlandesos Units. D'aquest enfrontament depèn la seguretat dels comtats centrals del Nord».
De la mateixa manera, el Lord Canceller d'Irlanda, John FitzGibbon, escrivia al Privy Council el juny de 1798, "En el nord res podrà mantenir als rebels tranquils excepte la convicció que on la traïció ha esclatat, la rebel·lió és merament papista" expressant l'esperança que els republicans presbiterians no s'unissin a l'alçament si pensaven que la rebel·lió estava organitzada exclusivament per catòlics.
Tots els lleialistes d'Irlanda s'havien organitzat en suport del Govern; molts van passar a engrossir les files de l'exèrcit i proporcionaven informació a través de la recentment creada Orde d'Orange en 1795. La fundació del Col·legi de Sant Patrici en Maynooth aquest mateix any va garantir l'oposició de l'església catòlica a la rebel·lió: amb poques excepcions, l'església es va mantenir lleial a la Corona durant els disturbis.
Al març de 1798, la informació proporcionada pels espies infiltrats en els Irlandesos Units va portar al Govern a intensificar la recerca dels seus líders a Dublín i implantar la Llei marcial sobre la major part de l'illa. La brutalitat emprada pels britànics va decidir als Irlandesos Units a actuar abans que fos massa tarda. Es va produir un alçament a Cahir, comtat de Tipperary, que va anar ràpidament sufocat pel Xèrif General Thomas Judkin-Fitzgerald. Una facció dels Irlandesos Units encapçalada per Samuel Neilson i Edward FitzGerald va prendre el control dels rebels i va planejar un aixecament sense ajuda francesa pel 23 de maig.

## Esclat de la rebel·lió
El pla inicial consistia a prendre Dublín, revoltant els comtats circumdants per evitar l'arribada de reforços. Després es revoltaria la resta del país, la qual cosa bloquejaria a la resta de guarnicions. El senyal per al començament es donaria interceptant els cotxes de correus des de Dublín. No obstant això, els espies britànics van aconseguir proporcionar en l'últim moment la informació sobre els punts de reunió dels rebels, que van ser ocupats per l'exèrcit amb prou feines una hora abans de la reunió. Els grups d'insurrectes es van dispersar ràpidament, abandonant les armes. A més, el pla d'interceptar els cotxes de correus va fracassar, aconseguint únicament detenir el que anava cap a Munster a Baile Eoin, prop de Naas en el comtat de Kildare.
Encara que la presa de Dublín havia fracassat, els districtes circumdants de la capital es van aixecar segons el planejat, i ràpidament els van seguir els comtats limítrofs de Dublín. Els primers xocs es van produir a l'alba del dia 24 de maig. Els enfrontaments es van estendre ràpidament per la província de Leinster i les lluites més violentes van tenir lloc al comtat de Kildare, on, malgrat l'èxit inicial de les autoritats, els rebels van aconseguir dominar la major part del comtat. Les forces britàniques van rebre instruccions de retirés a Naas per evitar ser atrapats i destrossats pels rebels tal com havia succeït en Prosperous. No obstant això, les derrotes de Tara Hill, Meath, i de Carlow, van posar fi a l'aixecament en aquests comtats. En Wicklow la notícia de l'alçament va fer condir el pànic entre els lleialistes, que van respondre massacrant als sospitosos que tenien sota custòdia en les massacres de Dunlavin i Carnew.

## La rebel·lió s'estén
A Wicklow la rebel·lió va prendre ràpidament, però aviat es va veure immersa en una sagnant guerra de guerrilles contra els militars i forces lleialistrs. El general Joseph Holt, al capdavant d'una partida d'uns 1.000 homes en les muntanyes de Wicklow va fer emprar als britànics gran quantitat de recursos fins a la seva capitulació a l'octubre.
Al nord-est, els rebels, presbiterians en la seva majoria, es van alçar en armes el 6 de juny al comtat d'Antrim, liderats per Henry Joy McCracken Arxivat 2012-02-04 a Wayback Machine.. Van aconseguir prendre el control del comtat però, després de la seva derrota en la batalla d'Antrim van ser ràpidament reduïts. En el comtat de Down, després de la victòria inicial a Saintfield, els rebels de Henry Munro van ser derrotats en Ballynahinch, la batalla més llarga de tota la guerra.
Els rebels van tenir més sort a Wexford, al sud-est, on van aconseguir dominar efectivament el comtat; no obstant això, les derrotes de New Ross, Arklow, i Bunclody van evitar la difusió de la revolta més enllà dels límits del comtat. Finalment, un exèrcit britànic de 20.000 homes va aconseguir derrotar definitivament als rebels en la batalla de Vinegar Hill el 21 de juny. Els rebels es van dispersar en dues columnes i van creuar les terres mitjanes i Kilkenny amb direcció a l'Ulster fins a la seva derrota final el 14 de juliol, després de les batalles de Knighstown Bog i Ballyboughal.

## Atrocitats

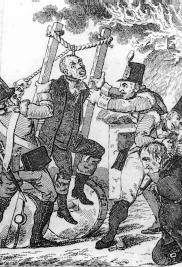
Semipenjament d'un presumpte membre dels Irlandesos Units per tropes governamentals.

La mateixa naturalesa del conflicte implicava que sovint la rebel·lió mostrés la pitjor cara de les guerres civils, especialment a Leinster. El ressentiment causat pel sectarisme, estava alimentat per les lleis penals encara en vigor i per la dura repressió governamental en el període immediatament anterior a l'aixecament. Els rumors de massacre i extermini en tots dos bàndols eren habituals, contribuint a crear un clima de terror

### Govern
L'endemà de cada victòria britànica va estar marcada per la massacre de presoners i ferits, fins i tot a gran escala com a Carlow, New Ross, Ballinamuck i Killala. Els britànics van ser responsables de massacres especialment en Gibbet Rath, New Ross i Enniscorthy, arribant a cremar vius als rebels en les dues últimes. Els rebels capturats després de la batalla i considerats culpables de traïció a la Corona eren penjats.
A més, la població civil va ser víctima d'assassinats i violacions per part de les tropes britàniques, especialment al comtat de Wexford. Moltes sentències de mort van ser executades extraoficialment per unitats locals de yeomen (petita pagesia propietària i militaritzada) durant i després de la rebel·lió, aprofitant el seu coneixement de la població i dels possibles rebels.

### Rebels
Atrocitats a petita escala van ser comeses pels rebels a la rodalia de Saintfieldn, comtat de Down i a Rahtangan, comtat de Kildare, però gairebé tots els actes atroços van tenir lloc al comtat de Wexford. Execucions de presoners lleialistes van tenir lloc a Vinegar Hill i a Wexford, a més d'una massacre de civils en Scullabogue. Malgrat que els Irlandesos Units era una organització declaradament no sectària, les atrocitats rebels, sobretot en Wexford, van prendre un caire religiós, amb massacres de protestants a les mans de catòlics que no discriminaven entre lleialistes i no lleialistes.

## Intervenció francesa
El 22 d'agost, pràcticament dos mesos després que els principals focus de l'aixecament haguessin estat controlats, un exèrcit de 1.000 soldats francesos sota les ordres del general Humbert, desembarcava al nord-oest del país, a Kilcummin, Comtat de Mayo. Aviat se li va unir un grup de rebels locals, format per 5.000 homes, aconseguint infligir una humiliant derrota als britànics en Castlebar, coneguda popularment com les carreres de Castlebar pel ràpid de la retirada, i donant naixement a la breu República de Connacht. L'arribada de tropes franceses va prendre de nou la metxa de la rebel·lió a Longford i Westmeath, que foren ràpidament controlats, mentre que el gruix de les tropes va ser derrotat pels britànics a la batalla de Ballinamuck, en terres de Longford el 8 de setembre de 1798. Els militars francesos que es van rendir van ser repatriats, intercanviats per presoners de guerra britànics, però els rebels irlandesos van ser executats. La memòria col·lectiva de l'occident d'Irlanda recordaria aquests successos com Bliain na bhFrancach ("l'any dels francesos").
El 12 d'octubre d'aquest mateix any, un altre exèrcit francès de 3.000 homes amb els qui venia Wolfe Tone va intentar desembarcar al comtat de Donegal, prop de Lough Swilly. Van ser interceptats per un esquadró de la Royal Navy i, després d'una curta batalla d'amb prou feines tres hores de durada, es van rendir a les forces britàniques sense arribar si més no a desembarcar. Després de la seva captura a l'Hotel Laird de Letterkenny, Wolfe Tone va ser sotmès a un Consell de Guerra a Dublín i declarat culpable. Va demanar ser afusellat com un soldat, però, en ser-li denegada la petició, es va degollar a si mateix a la presó el 12 de novembre, morint una setmana després.

## Conseqüències
Els supervivents de la rebel·lió es van llançar llavors a una guerra de guerrilla contra el govern anglès per diversos comtats. Al comtat de Wicklow, el "General" Joseph Holt va continuar lluitant fins a negociar la seva rendició a la tardor de 1798. Per la seva banda, la partida dirigida per Michael Dwyer es va mantenir en actiu fins al fracàs de la rebel·lió de Robert Emmet de 1803. Altres petits grups van seguir resistint a la zona de Wexford de la mà de James Corcoran fins a febrer de 1804.
L'Acta d'Unió d'Irlanda i Gran Bretanya va ser aprovat a l'agost de 1800, i va entrar en vigor l'1 de gener de 1801, escombrant totes les concessions fetes a l'Ascendència en matèria d'autogovern. La seva aprovació va ser en part una resposta a la rebel·lió i a la percepció que aquesta havia estat ocasionada pel mal govern de l'Ascendència.
La discriminació religiosa, no tant l'econòmica van ser gradualment abolides després de l'entrada en vigor de l'Acta, però no va ser fins a la mobilització catòlica encapçalada per Daniel O'Connell quan aquest procés es va accelerar. El descontentament davant les desigualtats i el ressentiment va persistir, però la resistència al govern britànic adoptaria formes més sectàries, com durant la Guerra del Delme entre els anys 1831 i 1836. Els radicals prebiterians es van reconciliar amb el govern britànic amb la seva inclusió en la nova Ascendència, que ja no seria únicament anglicana. Com a conseqüència, i fins a l'arribada del moviment de la Jove Irlanda, la política irlandesa s'apartaria de la visió unificadora dels Irlandesos Units, amb el suport dels Unionistes i de l'administració anglesa del castell de Dublín i explotada per polítics com Daniel O'Connell, creant un model sectari que ha dominat la qüestió d'Irlanda fins a finals del segle xx.

## Llegat
La rebel·lió de 1798 va ser possiblement l'esclat de violència més intens d'història irlandesa, causant entre 15.000 i 30.000 morts en tres mesos. Les recerques suggereixen que les accions dels rebels van causar la mort de, com a màxim 2.000 militars i 1.000 civils, mentre que la resta dels morts en la contesa van ser causats per les tropes governamentals i les milícies lleialistes. Les atrocitats van ser comeses en la seva majoria pel bàndol britànic, encara que les matances de protestants a Wexford a les mans dels rebels van ser magnificades pels vencedors en els anys successius, que van reduir la rebel·lió a poc menys que un complot catòlic per assassinar protestants, identificant-la amb la rebel·lió irlandesa de 1641.

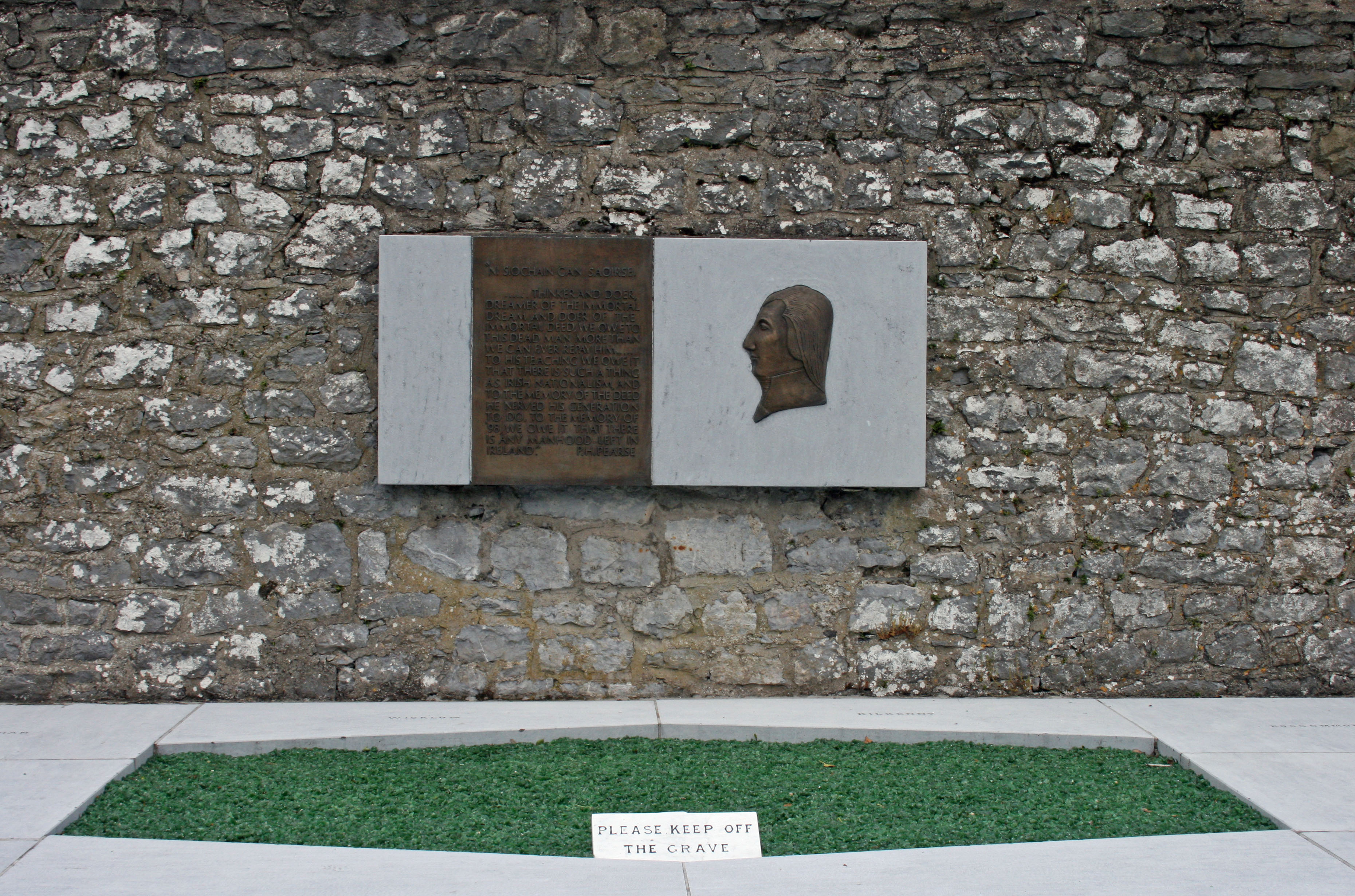
Tomba de Wolfe Tone
Bodenstown, Comtat de Kildare.

Amb prou feines tenim testimoniatges sobre la repressió posterior a les revoltes des de la perspectiva dels rebels, corresponent tota la literatura sobre la matèria a escriptors lleialistes. Molts d'ells atribueixen al catolicisme un paper exageradament important, la qual cosa va permetre a l'Església catòlica erigir-se en el paladí del nacionalisme irlandès durant el segle xix. La realitat va ser que, excepte casos aïllats, el clergat catòlic havia donat suport activament als britànics durant l'alçament, excepte en casos aïllats com el del pare John Murphy i altres. D'altra banda, el caràcter il·lustrat de la majoria dels Irlandesos Units protestants va ser deliberadament obviat. Durant la celebració del centenari de la Rebel·lió el 1898, tant els Irlandesos nacionalistes conservadors com l'Església catòlica van proclamar que els Irlandesos Units havien lluitat per "Fe i Pàtria", i aquesta versió dels fets és la que, d'alguna manera, ha quedat conservada en la memòria del poble.
Durant el bicentenari de 1998 les idees democràtiques i no sectàries de la Rebel·lió van ser reivindicades a les celebracions oficials, deixant palès el desig de reconciliació, en un moment en què els Acord de Divendres Sant obrien les portes a la pau i al final dels Problemes a Irlanda del Nord.

## Enfrontaments més importants
| Data           | Lloc                                   | Batalla                        | Resultat                                                            |
| -------------- | -------------------------------------- | ------------------------------ | ------------------------------------------------------------------- |
| 24 de maig     | Ballymore Eustace, comtat de Kildare   | Batalla de Ballymore-Eustace   | Els Irlandesos Units són rebutjats                                  |
| 24 de maig     | Naas, comtat de Kildare                | Batalla de Naas                | Els Irlandesos Units són rebutjats                                  |
| 24–28 maig     | Rathangan, comtat de Kildare           | Batalla de Rathangan           | Victoria inicial delo United Irishmen, però són rebutjats el dia 28 |
| 24 de maig     | Prosperous, comtat de Kildare          | Batalla de Prosperous          | Victoria dels Irlandesos Units                                      |
| 24 de maig     | Kilcullen, comtat de Kildare           | Batalla de Kilcullen           | Victòria britànica però abandonen Kilcullen                         |
| 25 de maig     | Carnew, comtat de Wicklow              | Massacre de Carnew             | Els britànics executen 38 presoners                                 |
| 25 de maig     | Dunlavin, comtat de Wicklow            | Massacre de Dunlavin Green     | Els britànics executen 36 presoners                                 |
| 25 de maig     | Carlow, comtat de Carlow               | Batalla de Carlow              | Victòria britànica                                                  |
| 26 de maig     | Pujol de Tara, comtat de Meath         | Batalla de Tara Hill           | Victòria britànica                                                  |
| 27 de maig     | Oulart, comtat de Wexford              | Batalla d'Oulart Hill          | Victòria dels Irlandesos Units                                      |
| 28 de maig     | Enniscorthy, comtat de Wexford         | Batalla d'Enniscorthy          | Victòria dels Irlandesos Units                                      |
| 29 de maig     | Curragh, comtat de Kildare             | Massacre de Gibbet Rath        | Els britànics executen entre 300 i 500 rebels                       |
| 30 de maig     | Newtownmountkennedy, comtat de Wicklow | Batalla de Newtownmountkennedy | Victòria britànica                                                  |
| 30 de maig     | Forth Mountain, comtat de Wexford      | Batalla de Three Rocks         | Victòria dels Irlandesos Units, conquesta de Wexford                |
| 1 de juny      | Bunclody, comtat de Wexford            | Batalla de Bunclody            | Victòria britànica                                                  |
| 4 de juny      | Tuberneering, comtat de Wexford        | Batalla de Tuberneering        | Victòria dels Irlandesos Units                                      |
| 5 de juny      | New Ross, comtat de Wexford            | Batalla de New Ross            | Victòria britànica                                                  |
| 5 de juny      | Scullabogue, comtat de Wexford         | Masacre de Scullabogue         | Els rebels irlandesos executen entre 100 i 200 lleialistes          |
| 7 de juny      | Aontroim, comtat d'Antrim              | Batalla d'Antrim               | Els Irlandesos Units són rebutjats                                  |
| 9 de juny      | Arklow, comtat de Wicklow              | Batalla d'Arklow               | Els Irlandesos Units són rebutjats                                  |
| 9 de juny      | Saintfield, comtat de Down             | Batalla de Saintfield          | Victoria dels Irlandesos Units                                      |
| 12–13 juny     | Ballynahinch (Down)                    | Batalla de Ballynahinch        | Victòria britànica                                                  |
| 15 de juny     | rodalies de Kill, comtat de Kildare    | Batalla de Duncairn            | Victoria dels Irlandesos Units                                      |
| 19 de juny     | rodalies de Kilcock, comtat de Kildare | Batalla de Ovidstown           | Victòria britànica                                                  |
| 20 de juny     | Foulkesmill, comtat de Wexford         | Batalla de Foulksmills         | Victòria britànica                                                  |
| 21 de juny     | Enniscorthy, comtat de Wexford         | Batalla de Vinegar Hill        | Victòria britànica                                                  |
| 30 de juny     | rodalies de Carnew, comtat de Wicklow  | Batalla de Ballyellis          | Victoria dels Irlandesos Units                                      |
| 27 d'agost     | Castlebar, comtat de Mayo              | Batalla de Castlebar           | Victoria dels Irlandesos Units i Exèrcit Francès                    |
| 5 de setembre  | Collooney, comtat de Sligo             | Batalla de Collooney           | Victoria dels Irlandesos Units i Exèrcit Francès                    |
| 8 de setembre  | Ballinamuck, comtat de Longford        | Batalla de Ballinamuck         | Victòria britànica                                                  |
| 23 de setembre | Killala, comtat de Mayo                | Batalla de Killala             | Victòria britànica                                                  |
| 12 d'octubre   | rodalies de Toraigh, comtat de Donegal | Batalla de Tory Island         | Victòria britànica                                                  |